# Pisagua (álbum)

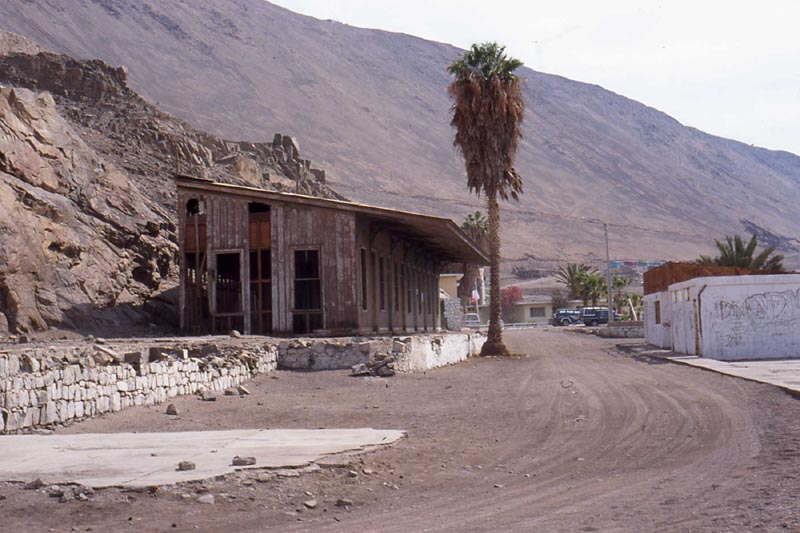
Vista de la antigua estación de ferrocarriles y ruinas del campo de concentración instalado en 1973 por la dictadura militar.

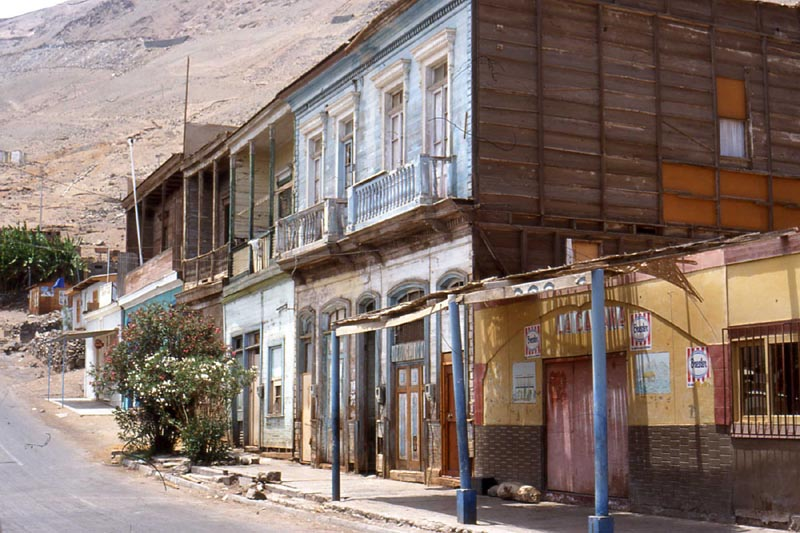
Casas en la calle Arturo Prat de Pisagua el año 2002.

Pisagua es el décimo cuarto álbum de estudio del cantautor chileno Ángel Parra como solista, lanzado originalmente en 1973. En 1976 fue relanzado en Francia sin la última canción, con otra carátula y otros músicos, mientras que en 2003 esta versión francesa, conservando la carátula original, fue fusionada con el álbum Chacabuco por el sello WEA Chile en un álbum en CD llamado Pisagua + Chacabuco.
El álbum se basa en la novela «La semilla en la arena» del escritor Volodia Teitelboim escrita en 1957 y que habla de Pisagua, una localidad de la comuna de Huara, Provincia del Tamarugal, Región de Tarapacá, ubicada en el llamado Norte Grande y que se utilizó como centro de detención a principios del siglo XX y especialmente durante la dictadura militar de Augusto Pinochet entre 1973 y 1990. El mismo Volodia, activista del Partido Comunista de Chile, estuvo recluido y detenido en este lugar.
Su fecha de lanzamiento estaba estipulada para la semana en que ocurrió el Golpe de Estado en Chile de 1973, por lo que no pudo circular libremente en el país. Recién en 2003, con el relanzamiento del sello WEA Chile, el disco comienza a distribuirse en el país del autor.

## Lista de canciones
Toda la música compuesta por Ángel Parra. 
| Lado A |                                             |          |  |
| N.º    | Título                                      | Duración |  |
| 1.     | «Un silbido en la niebla»                   |          |  |
| 2.     | «El novio raptado» (o «Vals para Herminia») |          |  |
| 3.     | «La sangre y la letra»                      |          |  |
| 4.     | «Fecundidad»                                |          |  |
| 5.     | «No seré un verdugo»                        |          |  |
| 6.     | «La prueba del amor»                        |          |  |

| Lado B |                                            |          |  |
| N.º    | Título                                     | Duración |  |
| 7.     | «El corazón de la puna»                    |          |  |
| 8.     | «Colaguachi»                               |          |  |
| 9.     | «El regreso»                               |          |  |
| 10.    | «Tiempo de ayuno»                          |          |  |
| 11.    | «La libertad» (o «Canción de la libertad») |          |  |
| 12.    | «Ya llegan los relegados»                  |          |  |

## Créditos
- Patricio Castillo: flauta.
- Carlos Necochea: percusión.
- Iván Casabone: contrabajo.
- Larrea y Albornoz: diseño gráfico.
- Museo Luis Emilio Recabarren: documentación fotográfica.